# Xue Haifeng
Xue Haifeng (薛海峰S, Xuē HǎifēngP; 13 gennaio 1980) è un arciere cinese.

## Palmarès

### Olimpiadi
- 1 medaglia:
  - 1 bronzo (Pechino 2008 a squadre)